# Islands Brygge station
Islands Brygge station är en tunnelbanestation i norra delen av Ørestad i Köpenhamn på linje M1 på Köpenhamns metro. Den ligger strax under marken och är uppkallad efter stadsdelen Islands Brygge som ligger mot väst.
Stationen används av  resenärer som skall till Søndre Campus på Köpenhamns universitet.